# Église Saint-Jean-Baptiste de Bourneau
L'église Saint-Jean-Baptiste est une église catholique située à Bourneau, en France.

## Localisation
L'église est située dans le département français de la Vendée, sur la commune de Bourneau.

## Historique
L'édifice est classé au titre des monuments historiques en 1930.